# Bindhyabasini
Bindhyabasini (nep. विन्द्यवासिनी) – gaun wikas samiti w zachodniej części Nepalu w strefie Bheri w dystrykcie Dailekh. Według nepalskiego spisu powszechnego z 2011 roku liczył on 577 gospodarstw domowych i 2945 mieszkańców (1602 kobiety i 1343 mężczyzn).